# 자니베크 칸

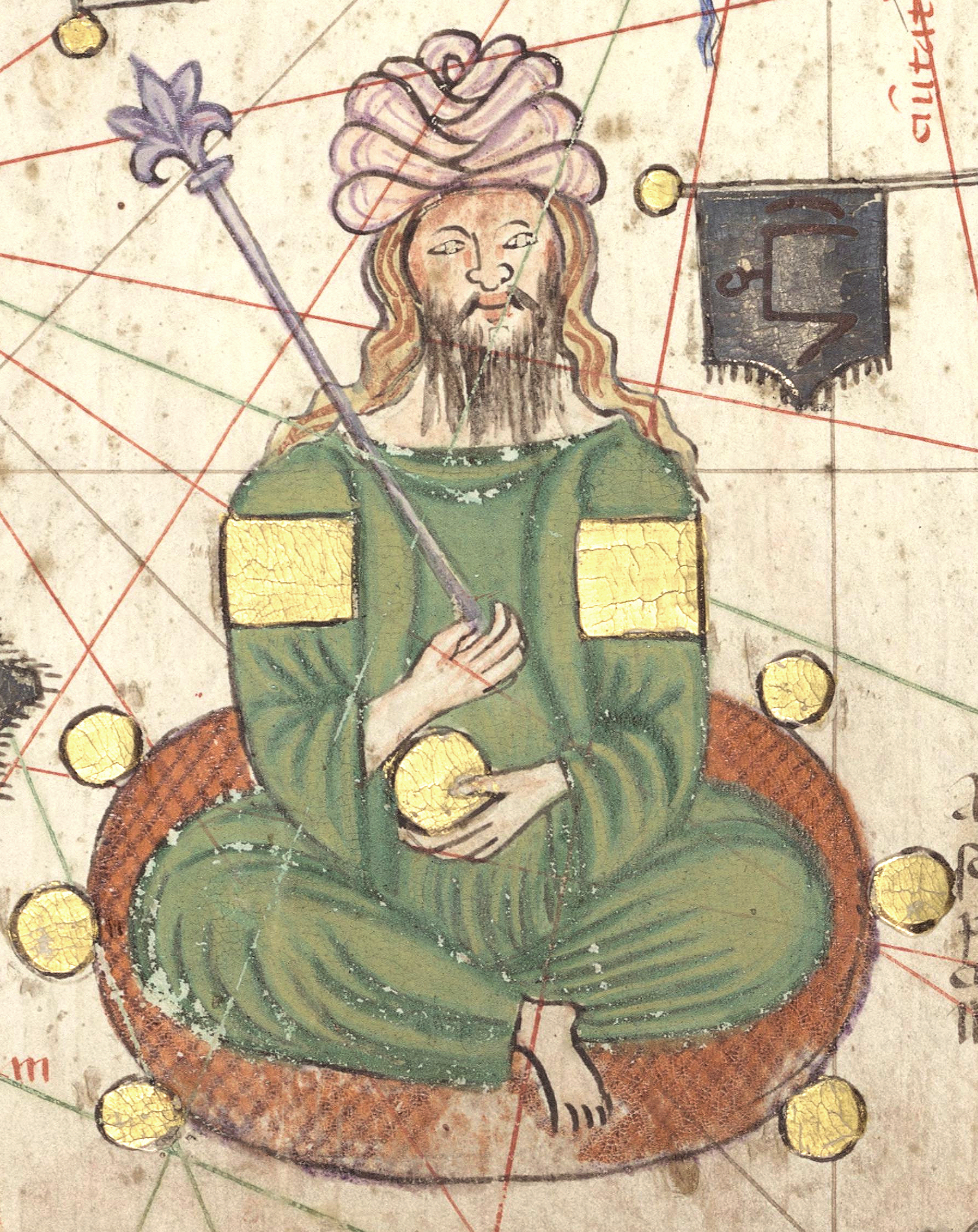
1375년에 제작된 카탈루냐 지도에 묘사된 자니베크 칸

자니베크 칸(몽골어: Джанибек, 생년 미상 ~ 1357년)은 몽골 제국 킵차크 칸국의 10대 칸(재위:1342년 ~ 1357년)이었다.
1342년 자니베크는 우즈베크 칸의 아들이며 그의 형인 티니베크 칸을 계승하였다. 1347년 몽골의 포위 공격이 있었던 크림반도의 페오도시야에서 흑사병이 처음으로 창궐하였기 때문이다. 페도오시아를 포위 공격했던 킵차크 칸국의 자니베크 칸은 흑사병에 걸려 죽은 병사의 시체를 투석기에 담아 도시의 성벽 넘어로 던져 넣었고 그 결과 도시에 흑사병이 퍼지게 되었다.
자니베크 칸은 1356년에는 이란을 지배하였다. 마렉 아시라프의 재위기간 동안 추판 왕조는 자라이르 왕조와의 전투에서 받은 피해와 선페스트의 유행으로 무너지고 있었다. 결국 추판 왕조는 1357년에 킵차크 칸국의 자니 벡 칸의 침략에 의해 멸망당했고 마렉 아시라프는 킵차크 칸국군에 잡혀 처형당했다.
추판 조의 영토를 정복한 킵차크 칸국은 통치의 어려움을 직감하고 1년 뒤인 1358년에 최종적으로 철수했으며 이 땅은 2년 뒤인 1360년에 자라이르 왕조의 우웨이스 1세의 손에 넘어갔다. 자니베크의 치세에 킵차크 칸국은 붕괴의 조짐을 보였다. 1357년에 자니베크의 암살은 킵차크 칸국의 정치적인 혼란의 사반세기를 가져왔다. 25명의 칸이 1357년에서 1378년까지 계승하였다. 베르디베크 칸이 그의 아버지 자니베크 칸을 계승하였는데 그는 자니베크 칸의 독살에 관여하였을 수 있다.
| 전임 우즈베크 칸 | 제10대 킵차크 칸국의 칸 1342년~1357년 | 후임 베르디베크 칸 |